# Giovanni IX di Alessandria
Papa Giovanni IX (in arabo egiziano يوانس التاسع; Egitto, ... – Egitto, 29 marzo 1327) è stato un vescovo cristiano orientale egiziano, 81º Papa della Chiesa ortodossa copta.
Secondo una fonte, fu ordinato patriarca il 28 settembre 1321; durante il suo patriarcato, assistette alla distruzione delle chiese del Cairo e di Misr da parte dei musulmani, e morì il 29 marzo 1327.